# François Antoine Henri Descroizilles
François Antoine Henri Descroizilles (* 11. Juni 1751 in Dieppe in der Normandie; † 15. April 1825 in Paris) war ein französischer Apotheker, Chemiker und Erfinder.
Descroizilles stammte aus einer Apothekerfamilie: das erste bekannte Familienmitglied, das Apotheker wurde, Philippe Descroizilles, hatte 1639 in Dieppe seinen Apothekereid abgelegt. Der Vater von François Antoine Henri Descroizilles, François Descroizilles (1707–1783) hatte die Apotheke 1743 von seinem Bruder übernommen. François Antoine Henri lernte Latein, Botanik und die Grundlagen der Pharmazie in Dieppe und wurde dann von seinem Vater nach Paris geschickt, wo er bei Hilaire-Marin Rouelle und bei Louis Jacques Thénard studierte. Er erwarb den Abschluss als Chemielehrer 1777 und bestand 1778 das Apothekerexamen. Er war in Versailles und Rouen, wo er 1787 eine eigene Apotheke aufmachte. 1794 war er Inspektor für Salpeter und Schwarzpulver in Frankreich. 1806 zog er nach Paris.
Descroizilles ist für Beiträge zur analytischen Chemie bekannt und gilt mit Joseph Louis Gay-Lussac und Claude-Louis Berthollet sowie Louis-Nicolas Vauquelin zu den Begründern der Titration. Insbesondere führte er die erste Redoxtitration durch, nachdem er in Rouen einer fehlgeschlagenen Demonstration der Nutzung von Chlorbleichlauge beigewohnt hatte. Er stellte fest, dass die Konzentration der Lauge entscheidend für das Gelingen der Chlorbleiche war, und entwickelte ein Titrationsverfahren, das auf der Entfärbung einer Indigolösung durch Chlor beruhte. 1806 setzte er Titration mit Schwefelsäure für die Bestimmung des Pottaschegehalts ein (mit Veilchensaft als Indikator). Eine Bürette dazu konstruierte er schon 1791.
Descroizilles war offizieller Sachverständiger für Weinfälschungen und konstruierte für die Analyse tragbare Geräte (Alkohol-Bestimmung, Destillation). Er verbesserte den Leuchtturm der Hafenstadt Dieppe, indem er dafür ein regelmäßiges Blinken erfand. Ein Uhrmacher aus Dieppe fertigte den Mechanismus dafür; der erste damit ausgestattete Leuchtturm ging im Mai 1787 in Betrieb. Er ließ in Rouen auch Geräte zur Kaffeezubereitung bauen; der von ihm beauftragte Blechschmied gründete ein Unternehmen in Paris und verdiente an der französischen Seihkanne ein Vermögen. Descroizilles hingegen verlor gegen Ende seines Lebens große Teile seines Besitzes und war der Armut nahe.